# Mario Prosperi
Mario Prosperi (Melide, 4 augustus 1945) is een Zwitsers voormalig voetballer die speelde als doelman.

## Carrière
Prosperi maakte zijn profdebuut voor FC Lugano in 1963, en bleef dertien seizoenen spelen voor deze club. Nadien speelde hij nog vijf seizoenen voor FC Chiasso. Met Lugano won hij de beker in 1968.
Prosperi maakte zijn debuut voor Zwitserland in 1965, hij speelde 21 interlands en nam met zijn land deel aan het WK voetbal 1966 in Engeland.

## Erelijst
- FC Lugano
  - Zwitserse voetbalbeker: 1968